# Oficina del Sheriff del Condado de Harris
La Oficina del Sheriff del Condado de Harris (Harris County Sheriff's Office, HCSO) es la oficina del sheriff del Condado de Harris, Texas, Estados Unidos. Tiene su sede en los pisos primero y segundo en el 1200 Jail (Cárcel 1200) en Downtown Houston. Adrian Garcia es el Sheriff del Condado de Harris.